# Haile Gebrselassie
Ne doit pas être confondu avec Ghirmay Ghebreslassie.
Haile Gebrselassie (en guèze : ኃይሌ ገብረ ሥላሴ) est un coureur de fond éthiopien, né le 18 avril 1973 dans l'Arsi. Il a remporté deux médailles d'or aux Jeux olympiques et huit aux championnats du monde d'athlétisme (quatre en salle et quatre en plein air) sur des distances allant du 1 500 mètres au 10 000 mètres.
Auteur, entre septembre 1997 et septembre 2001, de nombreux records du monde sur des distances allant du 2 000 mètres au marathon, il a remporté quatre fois successivement le marathon de Berlin (de 2006 à 2009). Son palmarès inclut également une victoire au marathon d'Amsterdam et au marathon de Fukuoka et trois victoires au marathon de Dubaï.
Le 2 septembre 2011, il reçoit le prix Prince des Asturies des Sports. Son palmarès et ses performances font de lui l'un des plus grands coureurs de fond de tous les temps. De 2016 à 2018, il préside la Fédération éthiopienne d'athlétisme.

## Biographie

### Jeunesse
Né dans une famille de dix enfants à Assella dans la province Arsi, Haile Gebrselassie doit parcourir une distance de dix kilomètres pour se rendre à l'école depuis la ferme familiale. Il imite ses idoles, les champions olympiques Abebe Bikila et Miruts Yifter, en parcourant cette distance en courant,. À seize ans, il participe à son premier marathon, qu'il termine en 2 h 42 min.

### Carrière sur piste
En 1992, il remporte une première médaille internationale avec l'argent lors du cross junior des mondiaux de cross-country de Boston. Il participe aux Championnats du monde junior à Séoul, compétition où il s'attribue les deux titres du 5 000 m et du 10 000 m. Lors de la saison hivernale suivante, il remporte une médaille d'argent lors des mondiaux de cross-country.
Lors de l'édition des mondiaux de cross-country 1993, il termine à la septième place, remportant toutefois une médaille d'argent par équipe. Il dispute les Championnats d'Afrique, terminant à la seconde place sur le 5 000 m et la troisième du 10 000 m. Avant les championnats du monde de Stuttgart, Haile Gebrselassie ne figure qu'en dixième position des bilans mondiaux sur le 10 000 m. Sa première course lors de ses mondiaux est le 5 000 m où il est battu pour la médaille d'or par le Kényan Ismael Kirui qui établit à l'occasion un nouveau record des championnats en 13 min 02 s 75. Lors du 10 000 m, Haile Gebrselassie se voit confronté à de grands adversaires : le Kényan Moses Tanui est le champion du monde en titre, tandis que Richard Chelimo, un autre Kényan, est le détenteur du record du monde du moment. Haile Gebrselassie, grâce à un dernier 400 m disputé en 54 s 98, l'emporte en 27 min 46 s 02 devant les deux Kényans,.
Il obtient son meilleur résultat individuel dans un mondial de cross lors de l'édition 1994 avec une médaille de bronze, médaille de bronze qu'il remporte également avec l'équipe d'Éthiopie. Lors de la saison estivale, il établit, au meeting d'Hengelo, dans le temps de 12 min 56 s 96 un nouveau record du monde du 5 000 m, détenu depuis six ans par le Marocain Saïd Aouita.
Durant la saison hivernale suivante, il termine à la quatrième place des mondiaux de cross-country. Il commence sa saison estivale par un record du monde du 2 milles, record détenu précédemment par le Kényan Moses Kiptanui. Il participe de nouveau au meeting d'Engelo où, pour la seconde année consécutive, il établit un record du monde. C'est cette fois le record du 10 000 m qu'il établit en 26 min 43 s 53 effaçant des tablettes Paul Tergat. Lors de la cinquième édition des mondiaux d'athlétisme, il remporte un deuxième titre consécutif en devançant le Marocain Khalid Skah. Quelques jours après les mondiaux, il reprend le record du 5 000 m, que Kiptanui lui avait dérobé en juin à Rome, pour l'établir à 12 min 44 s 39 lors du Weltklasse Zürich. Lors de la même réunion, Moses Kiptanui est le premier homme à franchir la barrière des 8 minutes sur le 3 000 mètres steeple.
Pour ses premiers Jeux olympiques, il a pour ambition de doubler les deux courses de fond. Il dispute tout d'abord le 10 000 mètres des jeux d'Atlanta. Il remporte cette finale devant le Kényan Paul Tergat qui le menace un temps et le Marocain Salah Hissou. Toutefois, il doit renoncer à participer au 5 000 mètres en raison d'une blessure au pied, blessure qu'il attribue à une piste trop dure pour les courses de fond.
La saison hivernale 1997 le voit établir deux records du monde en salle, sur le 1 500 m puis sur 5 000 m. Il remporte également un premier titre mondial en salle lors des mondiaux indoor de Paris sur la distance du 3 000 m.
En mai, il participe à un 2 milles dont la bourse est de un million de dollars si la barre des huit minutes est franchie. Haile Gebrselassie devance l'autre candidat à la prime, l'Algérien Noureddine Morceli, mais échoue dans son objectif, établissant toutefois un nouveau record du monde en 8 min 01 s 08. En août, il établit un nouveau record du 10 000 m en 26 min 31 s 32 lors du meeting d'Oslo. Il remporte un nouveau titre mondial lors des championnats du monde d'Athènes, devant Paul Tergat. Quelques jours plus tard, il participe à une formidable soirée d'athlétisme au Weltklasse de Zürich, meeting où sont battus trois records du monde : le 800 m par Wilson Kipketer, le 3 000 m steeple par Wilson Boit Kipketer et le 5 000 m où il bat son propre record en 12 min 41 s 86. Lors de la course, menée par Daniel Komen, Haile Gebrselassie suit avec Paul Tergat avant de faire la décision dans la ligne opposée du dernier tour. Son record aura cependant une courte vie, puisqu'étant battu neuf jours plus tard par le Kényan Daniel Komen.
La saison 1998 le voit tout d'abord battre deux records en salle, le 3 000 m à Karlsruhe, puis le 2 000 m à Birmingham. Sa saison estivale débute par deux nouveaux records du monde, le 10 000 m puis le 5 000 m, en moins de quinze jours, le premier à Hengelo en 26 min 22 s 75 puis le second à Helsinki en 12 min 39 s 36. Durant cette saison, il remporte l'ensemble des meetings de la Golden League 1998, ce qui lui donne accès au jackpot, qu'il partage avec l'Américaine Marion Jones et le Marocain Hicham El Guerrouj. Il termine à la seconde place du classement général du grand prix 1998 avec 114 points, devancé par le Marocain. Lors de la finale de cet événement, il termine à la première place du 3 000 mètres.
Durant la saison 1999, il remporte deux titres mondiaux lors des Championnats du monde en salle de Maebashi, sur le 1 500 m et le 3 000 m. Il remporte ensuite un quatrième titre consécutif de champion du monde du 10 000 m en triomphant, lors des mondiaux de Séville, de Paul Tergat et de son compatriote Assefa Mezgebu.

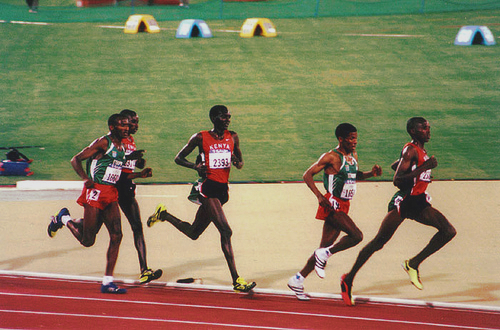
Finale du 10000 m des Jeux de Sydney en 2000

Ce n'est que quelques jours avant le début des Jeux de Sydney qu'il se décide à y participer. Il souffre d'un problème de cartilage. La course est menée sur un faible train et, à un tour de l'arrivée, Haile Gebrselassie est en tête avec un de ses compatriotes, Assefa Mezgebu, et deux Kényans, Korir et Paul Tergat. Haile Gebrselassie est surpris par une forte accélération aux 300 mètres. Haile Gebrselassie revient peu à peu dans les derniers 100 mètres pour s'imposer en se jetant sur la ligne. Il devient le quatrième athlète à remporter deux titres olympiques du 10 000 après Paavo Nurmi, Emil Zátopek et Lasse Viren. Toutefois, seuls ces deux derniers avaient réalisé cette performance lors de deux olympiades consécutives,.
Les mondiaux d'Edmonton sont sa première compétition depuis les Jeux. Des problèmes de tendon d'Achille l'ont éloigné des pistes. Il termine la course à la troisième place, battu par le Keynan Charles Kamathi et son compatriote Assefa Mezgebu. En octobre, Haile Gebrselassie, qui parle depuis quelque temps de monter sur le marathon remporte une première reconnaissance internationale sur les compétitions sur route en remportant le championnat du monde de semi-marathon à Bristol, dans le temps de 1 h 00 min 03.
En 2003, il remporte un nouveau titre mondial en salle sur le 3 000 m des championnats du monde en salle de Birmingham. Il ambitionne de remporter un cinquième titre mondial lors des championnats du monde de Paris. Haile Gebrselassie est opposé à un nouveau rival, un compatriote nommé Kenenisa Bekele, qui est déjà multiple champion du monde cross-country. Le deuxième 5 000 m de la course est très rapide. Kenenisa Bekele s'échappe irrésistiblement dans le dernier tour pour s'imposer de plus d'une seconde devant Haile Gebrselassie, Sileshi Sihine complétant un podium entièrement éthiopien.
Les Jeux d'Athènes lui offrent la possibilité de réaliser un triplé sur la discipline du 10 000 m. Malheureusement, sa préparation est perturbée par une blessure au tendon d'Achille. Devant le train trop faible de la course, il prend un moment la tête et accélère, puis ses compatriotes  Kenenisa Bekele et Sihine prennent le relais. Mais Haile Gebrselassie ne peut plus suivre et ses deux compatriotes baissent le rythme pour lui permettre de recoller. Au 9e kilomètre, il est clair pour tous que Haile Gebrselassie ne pourra jouer la victoire et ses deux compatriotes accélèrent de nouveau afin de faire la décision, lâchant Tadesse et Kiprop. Haile Gebrselassie termine à la cinquième place derrière ces quatre hommes, le titre revenant à  Kenenisa Bekele.

### Nouvelle carrière: le marathon

#### Débuts
Haile Gebrselassie fait ses débuts sur marathon lors du marathon de Londres 2002. Il est l'un des trois derniers coureurs en tête de la course, avec l'Américain Khalid Khannouchi, triple vainqueur du marathon de Chicago et détenteur du record du monde de la spécialité, et son ancien adversaire des pistes, le Kényan Paul Tergat, deuxième de ses premiers marathons disputés l'année précédente, à Londres et à Chicago. L'Éthiopien, qui souffre de crampes pour avoir négligé des ravitaillements, ne peut répondre à l'accélération de l'Américain. Tergat essaye pour sa part de revenir sur le leader mais doit de nouveau se contenter d'une seconde place. Khannouchi bat son record de quatre secondes. Haile Gebrselassie réalise 2 h 6 min 35 s et termine à la troisième place.

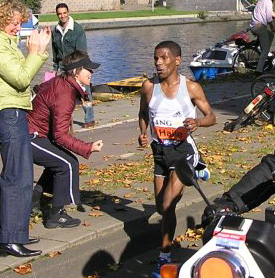
Haile Gebrselassie lors du Marathon d'Amsterdam 2005.

En 2005, il établit la meilleure performance mondiale sur la distance lors de la 30e édition du marathon de Rotterdam.
Sa saison 2006 débute par un semi-marathon disputé à Tempe, dans la banlieue de Phoenix en Arizona, aux États-Unis (le Rock 'n' Roll Arizona Marathon). Il y établit un nouveau record du monde de la spécialité dans le temps 58 min 55 s. Son passage au 20 kilomètres est également officialisé comme le record mondial de la distance.
Il fait ensuite son retour à Londres. Cette édition est très relevée avec la présence de Khalid Khannouchi, ancien meilleur performeur mondial et vainqueur de l'édition 2002, détenteur du record du monde de la spécialité, les Kényans Martin Lel, vainqueur à Londres l'année précédente, Felix Limo, vainqueur à Chaicago, Berlin et Rotterdam, Evans Rutto vainqueur des marathons de Londres et Chicago 2004. Au 38e kilomètres, Lel place une accélération qui est fatale à l'Éthiopien. Celui-ci termine à une décevante neuvième place, ce qu'il considère comme la pire performance de sa carrière: « But if I can't accept this then I shouldn't accept my good performances ».
En septembre, il fait son retour sur la discipline lors du marathon de Berlin. Avec une victoire en 2 h 05 min 56, il devient le sixième homme à courir sous la barrière des 2 h 06 minutes sur la distance. En décembre, il dispute son troisième marathon de l'année à Fukuoka où il l'emporte en 2 h 06 min 52 devant le Marocain Jaouad Gharib.
Pour sa troisième participation, Haile Gebrselassie a pour objectif d'inscrire son nom au palmarès du marathon de Londres. Mais il doit abandonner au 30e kilomètre, victime d'un point de côté : « I had a stitch. I just could not breathe ».

#### Record du monde du marathon
Après cette course, il fait un retour remarqué sur les pistes en participant à une réunion à Ostrava, lors d'une tentative contre le record de l'heure. Il parvient à remplir son objectif en parcourant 21 285 m, établissant également au passage des 20 000 mètres un nouveau record de la distance. Il remporte ensuite le semi-marathon de New-York dans le temps de 59 min 24. En septembre, il se rend à Berlin où il est le tenant du titre. Il a annoncé vouloir y battre le record de Paul Tergat, établi lors de l'édition 2003 de ce même marathon. Dès le 30e kilomètre, il se retrouve seul en tête et se retrouve dans les temps de passage de Tergat. Il reprend une trentaine de secondes avant le 35e kilomètre, écart qu'il conserve jusqu'à l'arrivée pour établir un nouveau record du monde en 2 h 04 min 26 s,.

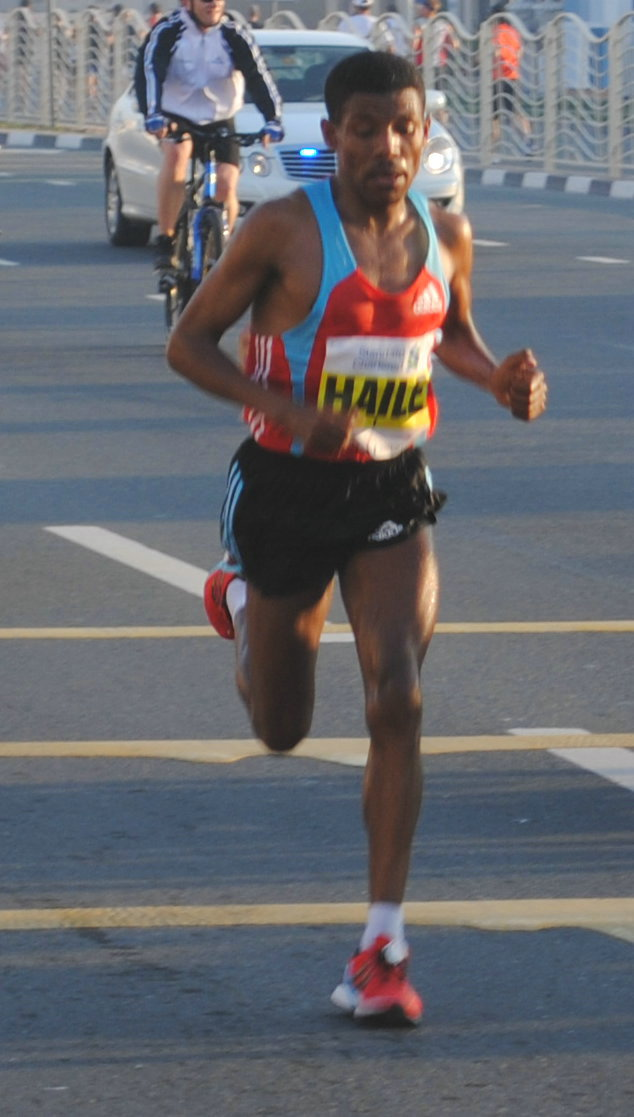
Haile Gebrselassie lors du Marathon de Dubaï 2010.

Trois mois après son record de Berlin, il participe au marathon de Dubaï, qui promet une prime de un million de dollars à celui qui établit un nouveau record. Il échoue dans cette tentative mais il réalise 2 h 04 min 53, soit le deuxième temps de l'histoire, remportant ainsi 250 000 dollars, prime attribuée au vainqueur. Celle-ci est alors la plus grosse prime attribuée à un athlète dans un marathon.
Il renonce à participer au marathon des jeux de Pékin en raison de la chaleur et des risques de pollution. Il s'aligne toutefois sur le 10 000 mètres où il termine à la sixième place avec un temps de 27 min 6 s 68, ses deux compatriotes  Kenenisa Bekele et Sihine remportant les deux premières places.
Il retrouve la discipline du marathon en septembre, pour une nouvelle participation au marathon de Berlin. Il remporte cette épreuve pour la troisième année consécutive devançant de plus d'une minute le Kényan James Kwambai. Avec un temps de 2 h 03 min 59, il devient le premier marathonien à franchir la barre des 2 h 04 sur la distance. Cette victoire lui octroie 35 000 £, prime qui est doublée en raison de son record. Il y portait les toutes premières Adizero Adios de la marque adidas.
Lors de son marathon suivant, de nouveau à Dubai, il envisage de descendre son record aux alentours de 2 h 03 min 30. Mais, la course se déroule finalement sous la pluie et Haile Gebrselassie remporte sa deuxième victoire consécutive à Dubai dans le temps de 2 h 05 min 29, devançant ses suivants, deux Éthiopiens de plus de deux minutes.
En mars, il a pour objectif de reprendre le record du monde du semi-marathon à Samuel Wanjiru. Mais il subit sa première défaite sur cette discipline, battu au sprint par le Kényan Sammy Kitwara.

#### Dernières années de carrière
Haile Gebrselassie ne participe pas au marathon des mondiaux d'athlétisme de Berlin, préférant se réserver pour le marathon se déroulant dans la même ville un mois plus tard. Au contraire des années précédentes, un sérieux candidat lui est proposé en la personne du Kényan Duncan Kibet, auteur du deuxième meilleur temps mondial depuis le marathon de Rotterdam de 2009. Toutefois, le Kényan doit laisser partir le peloton de tête aux alentours du 20e kilomètre pour ensuite abandonner, victime de douleurs musculaires. Haile Gebrselassie, gêné par la chaleur et par un lièvre défaillant au 30e kilomètre, doit se contenter d'un temps de 2 h 06 min 08 s. Il a toutefois pris la précaution de demander aux organisateurs à positionner des officiels au 30e kilomètre pour pouvoir enregistrer un record du monde de cette distance.
Le 7 novembre 2010, Haïle Gebrselassie annonce mettre un terme à sa carrière sportive après avoir été contraint sur blessure à l'abandon lors du marathon de New York. « Je me retire. Il est temps de prendre du recul et de laisser leur chance aux jeunes » déclare l'Éthiopien après la course. Mais quelques jours après, il revient sur sa décision et annonce poursuivre sa carrière au moins jusqu'aux Jeux olympiques de Londres en 2012. En avril 2011, Haile Gebrselassie fait un retour remarqué à la compétition lors du semi-marathon de Vienne en s'imposant avec le meilleur temps jamais réalisé dans la capitale autrichienne en 1 h 00 min 18 s. Le 25 septembre 2011, son record du marathon est battu à Berlin, lors du marathon où il avait lui-même établi la meilleure performance mondiale, battu de 21 secondes par le Kényan Patrick Makau.
Le 26 février 2012, il tente, une dernière fois, à l'occasion du marathon de Tokyo, de se qualifier pour les jeux olympiques de Londres. Il échoue cependant au pied du podium avec un temps insuffisant de 2 h 08 min 17 s, qui n'est que le 16e meilleur chrono éthiopien en 2012 sur la distance.
À la mi-mars 2012, il annonce se retirer progressivement du devant de la scène, et de ne plus tenter de se qualifier ni pour les Jeux olympiques, ni même pour de futurs championnats du monde. Cependant, son manager Jos Hermens déclare qu'il s'alignera sur des compétitions jusqu'en 2014 mais sans pression.
Finalement, le 10 mai 2015, il annonce qu'il arrête définitivement sa carrière sportive et qu'il courra désormais pour le plaisir.

## Palmarès
| Date | Compétition                        | Lieu       | Résultat | Discipline    | Performance    |
| ---- | ---------------------------------- | ---------- | -------- | ------------- | -------------- |
| 1992 | Championnats du monde junior       | Séoul      | 1er      | 5 000 m       | 13 min 36 s 06 |
| 1992 | Championnats du monde junior       | Séoul      | 1er      | 10 000 m      | 28 min 03 s 99 |
| 1993 | Championnats du monde              | Stuttgart  | 2e       | 5 000 m       | 13 min 03 s 17 |
| 1993 | Championnats du monde              | Stuttgart  | 1er      | 10 000 m      | 27 min 46 s 02 |
| 1995 | Championnats du monde              | Göteborg   | 1er      | 10 000 m      | 27 min 12 s 95 |
| 1995 | Finale du Grand Prix               | Monaco     | 1er      | 3 000 m       | 7 min 35 s 90  |
| 1996 | Jeux olympiques                    | Atlanta    | 1er      | 10 000 m      | 27 min 07 s 34 |
| 1997 | Championnats du monde en salle     | Paris      | 1er      | 3 000 m       | 7 min 34 s 71  |
| 1997 | Championnats du monde              | Athènes    | 1er      | 10 000 m      | 27 min 24 s 58 |
| 1998 | Finale du Grand Prix               | Moscou     | 1er      | 3 000 m       | 7 min 50 s 00  |
| 1999 | Championnats du monde en salle     | Maebashi   | 1er      | 1 500 m       | 3 min 33 s 77  |
| 1999 | Championnats du monde en salle     | Maebashi   | 1er      | 3 000 m       | 7 min 53 s 57  |
| 1999 | Championnats du monde              | Séville    | 1er      | 10 000 m      | 27 min 57 s 27 |
| 2000 | Jeux olympiques                    | Sydney     | 1er      | 10 000 m      | 27 min 18 s 20 |
| 2001 | Championnats du monde              | Edmonton   | 3e       | 10 000 m      | 27 min 54 s 41 |
| 2001 | Champion du monde de semi-marathon | Bristol    | 1er      | Semi-marathon | 1 h 00 min 03  |
| 2003 | Championnats du monde en salle     | Birmingham | 1er      | 3 000 m       | 7 min 40 s 97  |
| 2003 | Championnats du monde              | Paris      | 2e       | 10 000 m      | 26 min 50 s 77 |
| 2004 | Jeux olympiques                    | Athènes    | 5e       | 10 000 m      | 27 min 27 s 70 |
| 2005 | Marathon d'Amsterdam               | Amsterdam  | 1er      | Marathon      | 2 h 6 min 20 s |
| 2008 | Jeux olympiques                    | Pékin      | 6e       | 10 000 m      | 27 min 06 s 68 |

### Records du Monde

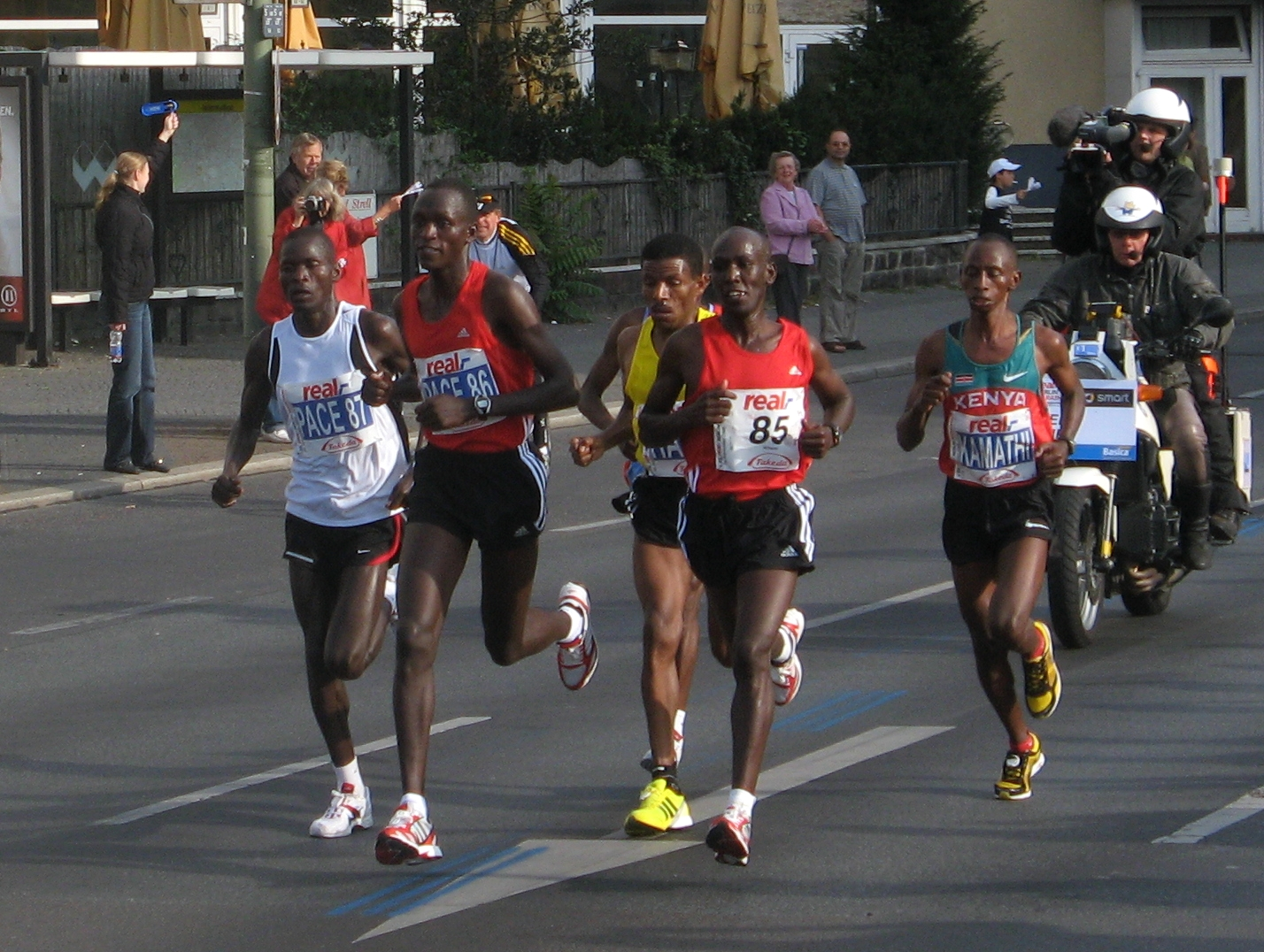
Gebrselassie lors du marathon de Berlin 2008

27 records mondiaux dont :
- Record du monde du 5 000 m : 12 min 56 s 96 en 1994, 12 min 44 s 39 en 1995, 12 min 41 s 86 en 1997, 12 min 39 s 36 en 1998
- Record du monde du 10 000 m : 26 min 43 s 53 en 1995, 26 min 31 s 32 en 1997, 26 min 22 s 75 en 1998
- Record du monde semi-marathon : en 58 min 55 en 2006
- Record du monde 20 km route en 55 min 48 s 00 en 2006
- Record du monde du 10 km route en 27 min 02 s en 2004
- Record du monde du 25 km en 1 h 11 min 37 s à Alphen aan den Rijn (Pays-Bas), le 12 mars 2006
- Record du monde 20 000 m sur piste en 56 min 26 s 00 à Ostrava (République tchèque), le 27 juin 2007
- Record du monde de l'heure sur piste : 21 km 285 à Ostrava (République tchèque), le 27 juin 2007
- Record du monde du marathon en 2 h 04 min 26 s à Berlin (Allemagne), le 30 septembre 2007, et 2 h 03 min 59 s l'année suivante, de nouveau à Berlin, le 28 septembre 2008.

### Distinction personnelle
Il est récompensé du trophée Track and Field de l'athlète de l'année 1995 et 1998. En 1998, il reçoit également le trophée IAAF de l'athlète de l'année.
Le 27 mai 2008, il a reçu à Paris le Grand Prix de l'Académie des sports.
Le 2 septembre 2011, il reçoit le prix Princesse des Asturies des sports.

### Divers
Haile Gebrselassie a inspiré Jean-Jacques Goldman pour la chanson Le Coureur dans l'album En passant.

### Filmographie
- Endurance (1999) de Leslie Woodhead et Bud Greenspan: il joua son propre rôle dans un film qui conte sa quête pour la victoire olympique sur 10 000 mètres aux JO d'Atlanta.
- Cœurs d'athlètes (2003) de Patrick Montel et Régis Wargnier (portrait croisé de Haile Gebrselassie, Heike Drechsler et Hicham El Guerrouj)